# Laura Thorpe
Laura Thorpe (24 maggio 1987) è un'ex tennista francese.
Il 6 giugno 2011 ha raggiunto il suo miglior piazzamento nel ranking WTA in singolare (161ª posizione). In doppio invece ha conquistato la posizione numero 86 il 28 aprile 2014. 

## Statistiche

### Doppio

#### Sconfitte (1)
| Legenda               |
| --------------------- |
| Premier Mandatory (0) |
| Premier 5 (0)         |
| Premier (0)           |
| International (1)     |

| N. | Data            | Torneo                           | Superficie  | Compagna         | Avversarie in finale            | Punteggio   |
| 1. | 20 ottobre 2013 | BGL Luxembourg Open, Lussemburgo | Cemento (i) | Kristina Barrois | Stephanie Vogt Yanina Wickmayer | 6(2)–7, 4-6 |